# Procellosaurinus
Procellosaurinus är ett släkte av ödlor. Procellosaurinus ingår i familjen Gymnophthalmidae.
Kladogram enligt Catalogue of Life:
| Procellosaurinus | \| \| Procellosaurinus erythrocercus \| \| \| \| \| \| Procellosaurinus tetradactylus \| \| \| \| |
|                  | \| \| Procellosaurinus erythrocercus \| \| \| \| \| \| Procellosaurinus tetradactylus \| \| \| \| |
|                  | Procellosaurinus erythrocercus                                                                    |
|                  |                                                                                                   |
|                  | Procellosaurinus tetradactylus                                                                    |
|                  |                                                                                                   |